# Maison des esclaves

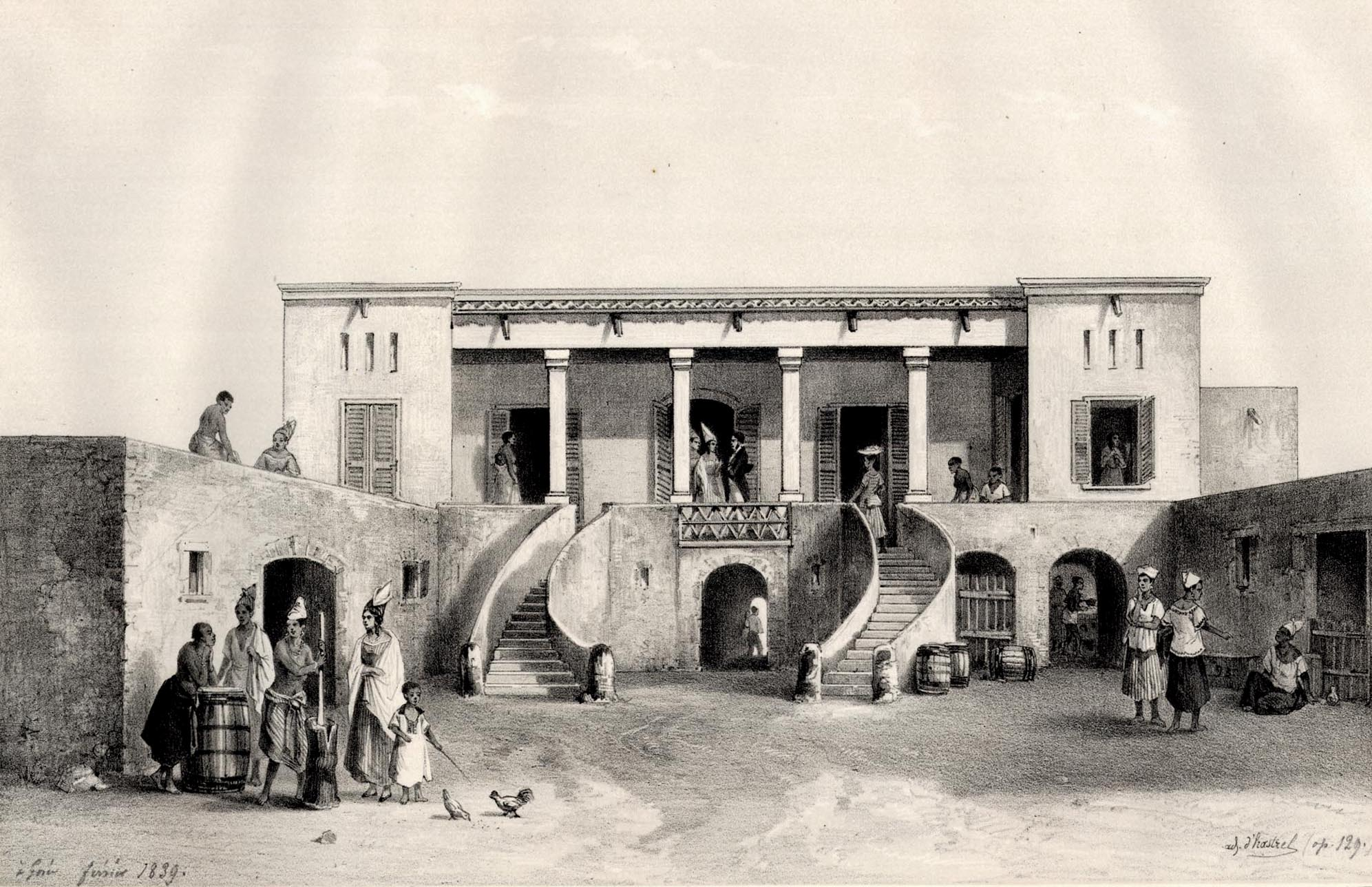
Maison des esclaves in 1839

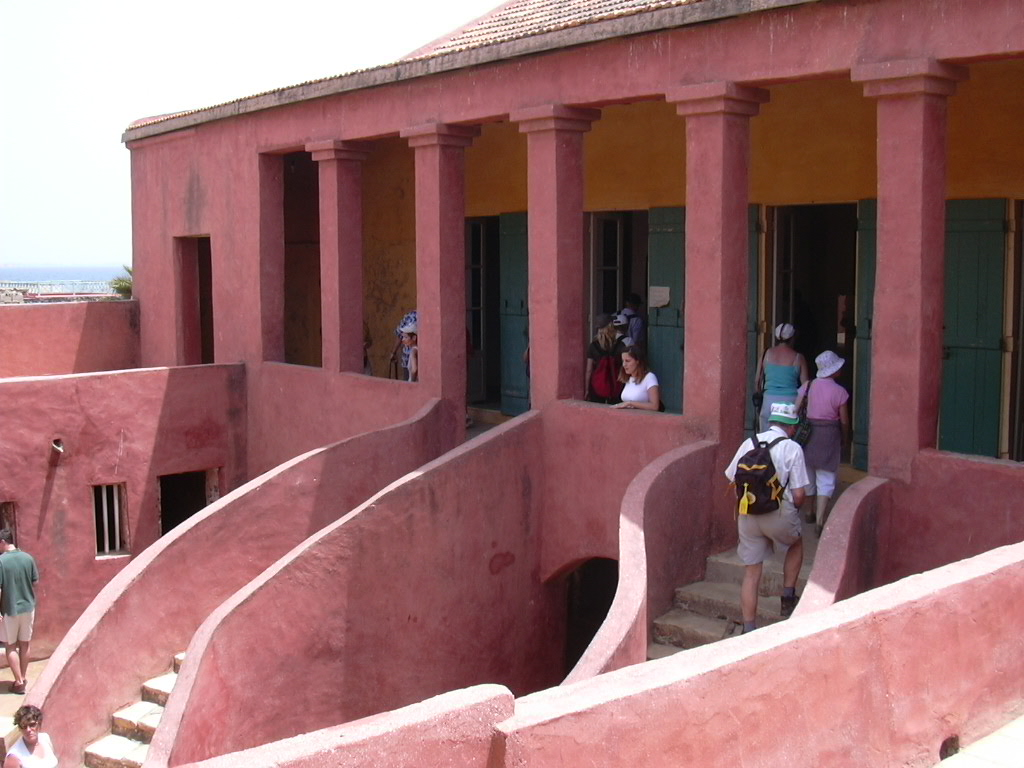
De binnenplaats

Het Maison des Esclaves is een koloniale villa op het Senegalese Gorée. Het kreeg bekendheid vanaf de jaren 1950 nadat beweerd werd dat het de belangrijkste doorvoerplaats van slaven op het eiland zou zijn geweest.
Het werd gerestaureerd in 1990 en is een toeristische trekpleister. Het staat symbool voor de trans-Atlantische slavenhandel, maar is omstreden. Over dit huis worden misleidende berichten in de wereld gestuurd. Het zou bijvoorbeeld een Hollands huis zijn, terwijl toen het eiland onder Hollands bewind stond, er maar slechts een drietal huizen en twee forten verrezen, allemaal niet op de plaats van het Maison des Eslaves. Miljoenen Afrikanen zouden in het huis hebben verbleven en langs de Door of No Return in schepen zijn geladen. De Franse krant Le Monde schreef in december 1996 dienaangaande reeds over een mythe. Hierop protesteerde enkele dagen later de Senegalese pers hevig.
Dit huis met zijn hoefijzervormige trap werd in opdracht van Nicolas Pépin in 1784 in de rue Saint-Germain gebouwd, aan het einde van de legale trans-Atlantische slavenhandel. In 1789 namelijk werd in Frankrijk en zijn overzeese gebieden de slavenhandel afgeschaft om weer te worden ingevoerd in 1802 en in 1818 definitief te verdwijnen. Op de benedenverdieping verbleven inderdaad de slaven, met mogelijk enkele bestemd voor export via het strand van het eiland. De ruimten beneden dienden hoofdzakelijk als opslagplaats. Het huis verrijst langs het water waarop de beruchte Door of No Return uitkomt. Het is zéér onwaarschijnlijk dat langs deze deur slaven op schepen werden geladen gezien rotspartijen er het aanmeren verhinderen.
Over Gorée werd nog maar weinig historisch onderzoek gevoerd. Niemand stelt echter de vroegere slavernij op het eiland ter discussie; ze duurde zelfs tot 1848. Onder gedegen historici heerst er wel nagenoeg consensus dat zowel vanuit Gorée als het Maison des Esclaves weinig slaven naar de Nieuwe Wereld werden gestuurd. Vanuit dit Maison des Esclaves vertrokken hooguit een paar dozijn exportslaven. Niettemin heeft het een symboolwaarde verworven, ook bij staatsbezoeken.
Zo bracht In 1992 paus Johannes Paulus II er een bezoek. In de Door of no return gaf hij een speech waarin hij om vergeving vroeg omdat vele katholieke missionarissen een rol in de slavenhandel hadden gespeeld. Ook Nelson Mandela bezocht het huis. Hij stond erop om in een van de er aangeduide strafcellen te gaan en kwam met betraande ogen weer buiten. In 1998 werd het eiland bezocht door Bill Clinton, later ook door George Bush.